# Elezione del Presidente della Camera del 2018
L'elezione del presidente della Camera dei deputati del 2018 per la XVIII legislatura in Italia si è svolta tra il 23 e il 24 marzo.
La presidente uscente è Laura Boldrini, mentre il presidente provvisorio è Roberto Giachetti.
È stato eletto presidente della Camera dei deputati al IV scrutinio Roberto Fico, esponente del Movimento 5 Stelle.

## Elezione
L'esito delle elezioni politiche del 4 marzo 2018 aveva sancito la medesima situazione alla Camera dei deputati e al Senato della Repubblica: in entrambi i rami del Parlamento, la coalizione con più seggi risultava essere quella di centro-destra (Lega, Forza Italia, Fratelli d'Italia, Noi con l'Italia - UDC), mentre il singolo partito con più scranni era il Movimento 5 Stelle. I contatti tra i pentastellati e il centrodestra erano orientati, sin dall'inizio, per attribuire lo scranno più alto di Montecitorio a un esponente del M5S e quello di Palazzo Madama a un senatore della coalizione di centro-destra. Tuttavia, la candidatura del forzista Paolo Romani allo scranno più alto del Senato, voluta fortemente da Silvio Berlusconi e da Forza Italia, incontrò lo stop del Movimento 5 Stelle, ritenendo Romani "invotabile" perché già condannato per peculato.
L'intesa tra centro-destra e M5S, così, saltò, portando tutti i partiti, nel I scrutinio del 23 marzo tanto alla Camera quanto al Senato, a votare scheda bianca. Lo stesso accadde di nuovo alla Camera nel II e nel III scrutinio, svoltisi nella medesima giornata. Tuttavia al Senato, per cercare di recuperare l'intesa con i pentastellati e superare l'impasse, al II scrutinio della giornata la Lega annunciò di votare, a sorpresa, la senatrice di Forza Italia Anna Maria Bernini, raccogliendo però l'ira di Berlusconi che dichiarò che "i voti al Senato ad Anna Maria Bernini strumentalmente utilizzata sono da considerarsi un atto di ostilità a freddo della Lega che da un lato rompe l'unità della coalizione di centrodestra e dall'altro smaschera il progetto per un governo Lega-M5S". Berlusconi, infatti, insieme allo stato maggiore del suo partito intendeva tirare dritto su Romani. La scelta di Bernini (avvenuta a insaputa della senatrice) incontrò il plauso del capo politico dei pentastellati, Luigi Di Maio, ma in serata, dopo un vertice a Palazzo Grazioli, Anna Maria Bernini dichiarò di non essere disponibile a ricoprire la presidenza del Senato "senza il sostegno del presidente Berlusconi" e del suo partito.
Intanto, in vista dell'indomani (24 marzo), in cui avrebbero avuto luogo il III scrutinio per il Senato e il IV scrutinio per la Camera, il Movimento 5 Stelle ufficializzò la candidatura di Riccardo Fraccaro per la presidenza della Camera. Poche ore prima della votazione, inoltre, il centro-destra provò a ritrovare l'unità con un summit nella residenza romana di Berlusconi, dove, su pressione di Salvini, il centro-destra abbandonò la candidatura di Romani in favore della senatrice Maria Elisabetta Alberti Casellati, sempre in quota Forza Italia. Tale nome incontrò il plauso del M5S, che però dovette fare i conti con un veto, da parte del centro-destra, sul candidato alla Camera Fraccaro. Pochi minuti prima della votazione, allora, Fraccaro accettò di ritirarsi dalla corsa della Camera (e contestualmente Romani da quella per il Senato), e Di Maio indicò ai pentastellati di votare Roberto Fico (esponente sempre del M5S) per Montecitorio e la senatrice forzista Alberti Casellati per Palazzo Madama. Il centro-destra, allora, visto il sostegno pentastellato ad Alberti Casellati, accettò di convergere su Fico per la Camera.
Nel frattempo il Partito Democratico annunciò, sempre nella mattinata di sabato 24, che non avrebbe più votato scheda bianca, ma, essendo rimasti fuori dall'accordo tra centrodestra e M5S, avrebbe votato per due "candidati di bandiera": Roberto Giachetti alla Camera e Valeria Fedeli al Senato, entrambi vicepresidenti delle rispettive assemblee nella precedente legislatura. Giachetti, peraltro, in quel momento era il presidente provvisorio della Camera.

## Dettaglio dell'elezione

### Preferenze per Roberto Fico
| Scrutinio | Voti | Percentuale |
| --------- | ---- | ----------- |
| I         | 0    | 0%          |
| II        | 0    | 0%          |
| III       | 0    | 0%          |
| IV        | 422  | 68,1%       |

## 23 marzo 2018

### I scrutinio
Per la nomina è richiesta la maggioranza qualificata dei due terzi dei componenti.
| Dati votazione | Dati votazione |                | Nome            | Nome | Voti |
| -------------- | -------------- | -------------- | --------------- | ---- | ---- |
| Presenti       | 620            |                | Renato Brunetta | 2    |      |
| Votanti        | 620            |                | Rossella Muroni | 2    |      |
| Astenuti       | 0              |                | Nico Stumpo     | 2    |      |
| Maggioranza    | 420            |                | Voti dispersi   | 4    |      |
|                |                | Schede bianche | 592             |      |      |
|                |                | Schede nulle   | 18              |      |      |

I voti dispersi comprendono voti singoli a Alfonso Bonafede, David Ermini, Maurizio Lupi, Davide Tripiedi.
Poiché nessun candidato raggiunge il quorum richiesto, si procede, nella stessa giornata, al II scrutinio.

### II scrutinio
Per la nomina è richiesta la maggioranza qualificata dei due terzi dei presenti.
| Dati votazione | Dati votazione |                | Nome            | Nome | Voti |
| -------------- | -------------- | -------------- | --------------- | ---- | ---- |
| Presenti       | 611            |                | Davide Tripiedi | 4    |      |
| Votanti        | 611            |                | Dario Bond      | 3    |      |
| Astenuti       | 0              |                | Nico Stumpo     | 3    |      |
| Maggioranza    | 408            |                | Renato Brunetta | 2    |      |
|                |                |                | David Ermini    | 2    |      |
|                |                |                | Rossella Muroni | 2    |      |
|                |                |                | Voti dispersi   | 12   |      |
|                |                | Schede bianche | 577             |      |      |
|                |                | Schede nulle   | 6               |      |      |

Poiché nessun candidato raggiunge il quorum richiesto, si procede, nella stessa giornata, al III scrutinio.

### III scrutinio
Per la nomina è richiesta la maggioranza qualificata dei due terzi dei presenti.
| Dati votazione | Dati votazione |                | Nome          | Nome | Voti |
| -------------- | -------------- | -------------- | ------------- | ---- | ---- |
| Presenti       | 604            |                | Nico Stumpo   | 7    |      |
| Votanti        | 604            |                | David Ermini  | 3    |      |
| Astenuti       | 0              |                | Rosa Menga    | 3    |      |
| Maggioranza    | 403            |                | Voti dispersi | 18   |      |
|                |                | Schede bianche | 569           |      |      |
|                |                | Schede nulle   | 4             |      |      |

Poiché nessun candidato raggiunge il quorum richiesto, si procede, nella giornata successiva, al IV scrutinio.

## 24 marzo 2018

### IV scrutinio
Per la nomina è richiesta la maggioranza assoluta dei presenti.
| Dati votazione | Dati votazione |                | Nome              | Nome | Voti |
| -------------- | -------------- | -------------- | ----------------- | ---- | ---- |
| Presenti       | 620            |                | Roberto Fico      | 422  |      |
| Votanti        | 620            |                | Roberto Giachetti | 102  |      |
| Astenuti       | 0              |                | Riccardo Fraccaro | 7    |      |
| Maggioranza    | 311            |                | Renato Brunetta   | 3    |      |
|                |                |                | Voti dispersi     | 5    |      |
|                |                | Schede bianche | 60                |      |      |
|                |                | Schede nulle   | 21                |      |      |

Risulta eletto: Roberto Fico (M5S)